# Maisons (Eure y Loir)
 Maisons  es una población y comuna francesa, en la región de  Centro, departamento de Eure y Loir, en el distrito de Chartres y cantón de Auneau.

## Demografía
| 216 | 215 | 176 | 204 | 227 | 254 |
| Para los censos de 1962 a 1999 la población legal corresponde a la población sin duplicidades (Fuente: INSEE [Consultar]) |     |     |     |     |     |